# Carl-Johan de Zwart
Carl-Johan de Zwart (1969) is een Nederlandse radiopresentator.

## Biografie
De Zwart studeerde geschiedenis en begon zijn carrière bij AmsterdamFM.
Bij het programma Goedemorgen Nederland op NPO Radio 1 was hij de vaste vervanger van Sven Kockelmann. Later werd hij de vaste vervanger van Ghislaine Plag in het programma De Ochtend op dezelfde zender. Sinds 1 januari 2018 is De Zwart vaste presentator op vrijdag en vervangend presentator bij het programma Spraakmakers.